# Митт, Сергей Михайлович
Сергей Михайлович Митт (9 июня 1909, с. Чернецово, Новгородская губерния — 26 июня 1944) — Гвардии лейтенант Рабоче-крестьянской Красной Армии, участник Великой Отечественной войны, Герой Советского Союза (1945).

## Биография
Сергей Митт родился 9 июня 1909 года в деревне Чернецово. Окончил семь классов школы. В 1931—1935 годах проходил службу в Рабоче-крестьянской Красной Армии. В 1936 году переехал в Ленинград. В июне 1941 года Митт повторно был призван в армию и направлен на фронт Великой Отечественной войны.
К июню 1944 года гвардии лейтенант Сергей Митт командовал взводом, 1-го танкового батальона 4-й гвардейской танковой бригады (2-го гвардейского танкового корпуса, 31-й армии, 3-го Белорусского фронта). Отличился во время освобождения Витебской области Белорусской ССР. 26 июня 1944 года взвод Митта захватил переправу через реку Адров в районе деревни Засекли Оршанского района и удерживал её, отражая немецкие контратаки. Когда в бою танк Митта был подожжён, экипаж направил горящую машину на скопление немецкой пехоты, заставив её отступить. Тем самым Митту удалось удержать мост, однако сам он при этом погиб. Похоронен в деревне Смоляны Оршанского района.

## Награды
Указом Президиума Верховного Совета СССР от 24 марта 1945 года гвардии лейтенант Сергей Митт посмертно был удостоен высокого звания Героя Советского Союза. Также посмертно был награждён орденом Ленина.

## Память

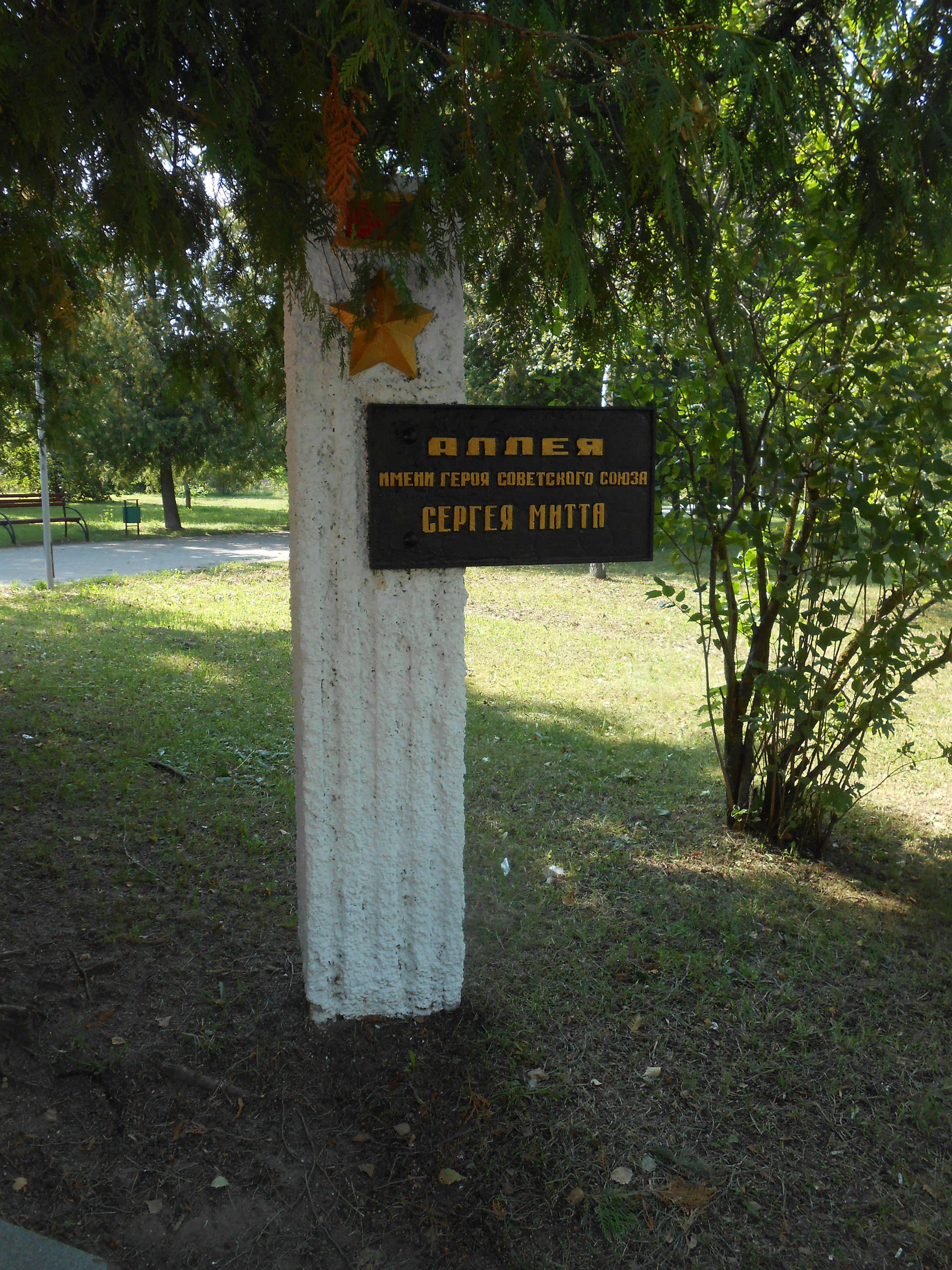
Аллея Сергея Митта в Парке Героев в Орше.

- В честь Митта названа аллея в Орше.
- В деревне Росский Селец Оршанского района имя Героя присвоено средней общеобразовательной школе, на здании школы установлена мемориальная доска.